# Johann Peter Uz
Johann Peter Uz (ur. 3 października 1720 w Ansbach, zm. 12 maja 1796 tamże) – poeta niemiecki, tajny radca sprawiedliwości i sędzia.
Prawo studiował w latach 1739–1743 na uniwersytecie w Halle. Tam poznał poetów Johanna Gleima i Johanna Götza, z którymi w 1846 dokonał przekładu od Anakreonta z Teos. Odznaczył się głównie jako poeta liryczny, utwory swe pisał w formie listowej. Jego Poetische Schriften wydał Weisse (2 t., Wiedeń, 1804). Henneberger wydał jego korespondencję pt. Briefe von Uz an einen Freund aus den Jahren 1753-82 (Lipsk, 1866).